# Godsdienstig gedrag
De godsdiensten van de wereld bestaan zowel uit godsdienstige voorstellingen als uit godsdienstig gedrag. De godsdienstige voorstellingen van de godsdiensten uit het heden en verleden, zoals de goden, geesten en voorouders die aanbeden worden, voorstellingen van zonde en schuld, eventuele dogmatische leerstellingen en hiernamaalsvoorstellingen, zijn over het algemeen redelijk goed bestudeerd. Het godsdienstige gedrag daarentegen, de handelingen die de gelovigen van een bepaalde godsdienst uitvoeren of nalaten, is vaak minder bekend. Toch is dit godsdienstige gedrag minstens even belangrijk voor een goed begrip van de godsdienst als de godsdienstige voorstellingswereld. 

## Godsdienstig gedrag bestaat uit handelingen en mijdingen
Godsdienstig gedrag bestaat uit godsdienstige handelingen en godsdienstige mijdingen. Godsdienstige handelingen worden ook wel ritueel genoemd. De godsdienstige mijdingen zijn minder bekend en worden ook wel rituele verbodsbepaling genoemd.

### Godsdienstige handelingen
De twee bekendste godsdienstige handelingen zijn: bidden en offeren. 
De meest algemene godsdienstige handeling is bidden. Dit kan in stilte en in alle eenzaamheid gebeuren, maar men kan ook in groepen met muziek en liederen de goden aanbidden. Ook het offeren is een zeer wijdverbreide godsdienstige handeling. Bidden en offeren vormen vaak de basis van andere samengestelde godsdienstige handelingen. 
Overige religieuze handelingen zijn: bedevaarten, processies, het raadplegen van een orakel. Ook zijn er veel rituelen die uitgevoerd worden met een specifiek doel, bijvoorbeeld inwijdingsrituelen, reinigingsrituelen en rituelen ter voorbereiding op een belangrijke gebeurtenis of taak.
Hieronder vallen ook de zogenaamde overgangsrituelen, die plaatsvinden op belangrijke momenten in het leven van een mens, zoals geboorte, volwassenwording/huwelijk en ziekte/dood.
Een bijzonder godsdienstig gedrag is extase en bezetenheid, waarbij de mens de ervaring heeft bezeten te worden door een god of geest.
Bij veel religieuze handelingen zijn religieuze functionarissen zoals priesters, dominees, rabbijnen, imams en pandits betrokken.

### Godsdienstige mijdingen
Veel minder bekend zijn de godsdienstige mijdingen. We spreken van een godsdienstige mijding als een gelovige iets nalaat om godsdienstige redenen. Men eet of drinkt bijvoorbeeld om godsdienstige redenen een bepaalde spijs of drank niet, of men eet of drinkt een tijdlang in het geheel niets of aanzienlijk minder dan normaal (vasten), heeft tijdelijk of levenslang geen seks (seksuele onthouding), of men vermijdt het om in contact te komen met bloed, (materiaal van) gestorven dieren en dergelijke. Bekende voorbeelden zijn het verbod op varkensvlees binnen islam en jodendom, het celibaat in het R.K. christendom, de vastenperiode binnen islam en R.K. christendom en de reinheidsvoorschriften binnen het hindoeïsme en jodendom.
Deze mijdingen, die vroeger ook wel taboes werden genoemd, staan vaak in verband met eten of drinken. Maar er bestaan in de godsdiensten van de wereld talloos vele mijdingen:
- rond eten en drinken: het soort voedsel en drank, de wijze van eten en drinken, de bereiding ervan
- rond seksualiteit, vruchtbaarheid, bloed, menstruatie, zwangerschap, geboorte en de vroege babytijd
- rond kleding, haar en uiterlijk
- rond het spreken; bepaalde woorden mogen niet gezegd worden (bijvoorbeeld vloeken)
- rond sterven en dood, in het kader van rouw.

Godsdienstige mijdingen zijn vaak niet meteen voor iedereen als (onderdeel van) godsdienst(ig gedrag) herkenbaar. De gelovigen geven vaak desgevraagd een ander motief voor hun gedrag dan een  godsdienstig. Ze verwijzen niet direct naar hun godsdienstige voorstellingen (bijvoorbeeld de goden), maar men zegt dan bijvoorbeeld dat men iets niet eet of niet doet omdat het niet gezond, niet ethisch of onhygiënisch zou zijn. Toch vormen de mijdingen een essentieel onderdeel van godsdienstig gedrag.
De godsdienstige handelingen en mijdingen kunnen gecombineerd voorkomen. Zo gebeurt het vaak dat men ter voorbereiding van een bepaald ritueel, een bepaalde mijding aanhoudt. Vandaar dat men deze mijdingen ook wel aanduidt als rituele verbodsbepalingen.

## De studie van godsdienstig gedrag
Godsdienstig gedrag is tot op heden vrijwel niet op zichzelf bestudeerd. Als het al bestudeerd werd was het als illustratie van de godsdienstige voorstelling, zoals bijvoorbeeld binnen de godsdienstwetenschap en de culturele antropologie, of het was in het kader van de bestudering van de mens binnen het kader van de (overige) sociale wetenschappen.